# Capo Rosso
Capo Rosso ist eine Halbinsel im Westen Korsikas, die sich am südlichen Ende des Golfs von Porto befindet. Bereits aus weiter Entfernung ist die 330 m hohe Erhebung aus rosafarbenem Porphyr mit dem Genueserturm „Turm von Turghiu“ zu sehen.
Der Blick von dort umfasst nach Osten blickend links La Scandola, den Golf von Girolata und den Golf von Porto und rechts die Küste bis Cargèse. Die Klippen am Capo Rosso sind steil abfallend und gehören zu den Naturschönheiten der Insel.

## Bilder

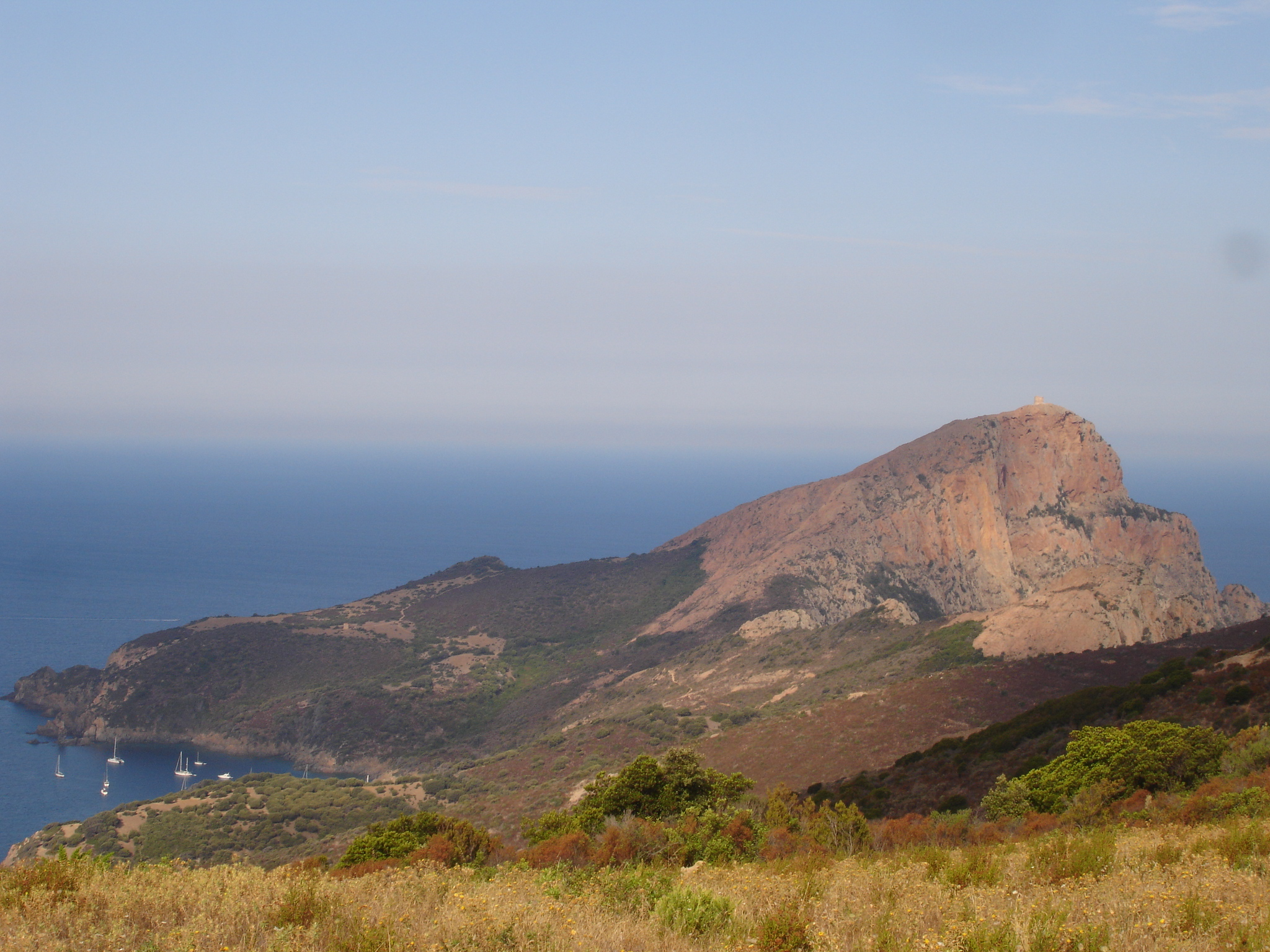
Capo Rosso